# Кипорт (Вашингтон)
Кипорт (енгл. Keyport) насељено је место без административног статуса у америчкој савезној држави Вашингтон.

## Демографија
По попису из 2010. године број становника је 554.
| Група             | 2000.    | 2010.       |
| Белци             | 0 (0,0%) | 506 (91,3%) |
| Афроамериканци    | 0 (0,0%) | 7 (1,3%)    |
| Азијати           | 0 (0,0%) | 8 (1,4%)    |
| Хиспаноамериканци | 0 (0,0%) | 18 (3,2%)   |
| Укупно            | 0        | 554         |